# Beth Howland
Elizabeth Howland, detta Beth (Boston, 28 maggio 1941 – Santa Monica, 31 dicembre 2015), è stata un'attrice statunitense.

## Biografia
Figlia unica, durante gli anni scolastici cresce in lei la passione per la danza e la recitazione, tanto che a sedici anni si trasferisce a New York per cercare fortuna.
Nel 1959 arriva a Broadway aggiudicandosi un piccolo ruolo in Once Upon a Mattress. Successivamente, grazie anche alla passione per il ballo, ottiene ruoli da protagonista in musical come Bye Bye Birdie, High Spirits e Company.
La sua notorietà è comunque legata al ruolo di Vera nella serie televisiva Alice, telefilm che la tiene impegnata dal 1976 al 1985 e che le fa guadagnare quattro nomination al Golden Globe.
Guest star in telefilm come Love Boat, La signora in giallo e Sabrina, vita da strega, l'unica partecipazione al cinema anche se in forma non accreditata è nel film Il villaggio più pazzo del mondo.
È stata sposata dal 1961 al 1969 con l'attore Michael J. Pollard con il quale ha avuto una figlia, e con l'attore Charles Kimbrough dal 2002. È deceduta nel 2015 all'età di 74 anni a causa di un tumore ai polmoni.

## Filmografia

### Cinema
- Il villaggio più pazzo del mondo (Li'l Abner), regia di Melvin Frank (1959)
- Una calibro 20 per lo specialista (Thunderbolt and Lightfoot), regia di Michael Cimino (1974)

### Televisione
- The Ted Bessell Show, regia di Bruce Jay Friedman (1973)
- You Can't Take It with You, regia di Paul Bogart (1979)
- The Wild Wacky Wonderful World of Winter (1980)
- Miss Marple nei Caraibi (A Caribbean Mystery), regia di Robert Michael Lewis (1983)

### Serie TV
- Mary Tyler Moore Show (Mary Tyler Moore) – serie TV, episodi 3x10-6x11 (1972-1975)
- Love, American Style – serie TV, episodio 5x13 (1973)
- Cannon – serie TV, episodio 5x01 (1975)
- A tutte le auto della polizia (The Rookies) – serie TV, episodio 4x02 (1975)
- Bronk – serie TV, episodio 1x04 (1975)
- La casa nella prateria (Little House on the Prairie) – serie TV, episodio 2x14 (1976)
- Alice – serie TV, 202 episodi (1976-1985)
- La famiglia Bradford (Eight Is Enough) – serie TV, episodio 2x01 (1977)
- Love Boat (The Love Boat) – serie TV, 6 episodi (1979-1983)
- American Playhouse – serie TV, episodio 1x14 (1982)
- Comedy Factory – serie TV, episodio 1x06 (1985)
- ABC Afterschool Specials – serie TV, episodio 16x05 (1988)
- You Can't Take It with You – serie TV, episodio 1x14 (1988)
- La signora in giallo (Murder, She Wrote) – serie TV, episodio 9x19 (1993)
- Sabrina, vita da strega (Sabrina, the Teenage Witch) – serie TV, episodio 1x19 (1997)
- Chicken Soup for the Soul – serie TV, episodio 1x17 (2000)
- The Tick – serie TV, episodio 1x08 (2002)
- As Told by Ginger – serie TV, episodio 2x23 (2002)